# زیگرید لطفی
زیگرید لطفی تبریزی (به آلمانی: Sigrid Lotfi) (زاده ۱۳۰۰ - درگذشته ۹ شهریور ۱۳۹۳ خورشیدی)، مترجم آلمانی-ایرانی که آثار ادبیات معاصر فارسی را به زبان آلمانی ترجمه می‌کرد؛ زیگرید لطفی همسر محمدحسن لطفی بود.

## زندگی‌نامه
خانم زیگرید لطفی، زاده آلمان و دارای درجه دکترا در رشته زبان و ادبیات روسی از دانشگاه گوتینگن بود. او در سال ۱۹۵۰ پس از ازدواج با محمدحسن لطفی، مترجم سرشناس آثار افلاطون و فلوطین به ایران مهاجرت نمود. وی در شصت سال گذشته در ایران زندگی می‌کرد.
زیگرید و محمدحسن فرزندی نداشتند و او که به ایران عشق می‌ورزید حتا پس از درگذشت همسرش، در سال ۱۳۷۸ همچنان در ایران ماند. یکی از نخستین ترجمه‌های او داستان "به کی سلام کنم؟" نوشته سیمین دانشور بود که در مجموعه داستان‌های کوتاه فارسی با عنوان "در نفس اژدها" (Im Atem des Drachen) در سال ۱۹۸۱ منتشر شد. در همین مجموعه، داستانی نیز از کتاب "در این ولایت" علی‌اشرف درویشیان با ترجمه زیگرید لطفی منتشر شده‌است.
در سال ۱۹۹۷ میلادی انتشارات بک آلمان مجموعه‌ای از داستان‌های کوتاه صادق هدایت را با عنوان «آفتاب‌پرست» به زبان آلمانی منتشر کرد که مترجم چهار داستان از آن زیگرید لطفی بود؛ از آن جمله داستان‌های «سگ ولگرد» و «تاریک‌خانه». با این همه خانم لطفی به عنوان مترجم در ایران چندان شناخته شده نبود؛ تا آن که با ترجمه رُمان «جای خالی سلوچ» نوشته محمود دولت‌آبادی به زبان آلمانی منتشر شد.
انتشار این کتاب در سال ۱۹۹۱ میلادی در کشورهای آلمانی زبان، نام او را در کنار نویسنده کتاب در میان علاقه‌مندان با ادبیات فارسی مطرح کرد. زیگرید لطفی چند سال پس از آن، متن کوتاه شده رُمان «کلیدر» دولت‌آبادی را نیز به زبان آلمانی ترجمه کرد که در سال ۱۹۹۷ میلادی در یک جلد منتشر شد.
محمود دولت‌آبادی در گفتگویی دربارهٔ درگذشت خانم لطفی گفت: 
"زیگرید لطفی اولین کسی بود که کارهای مهم مرا به آلمانی برگرداند. قبل از او دکتر رهنما ترجمه کارهای کوچک را آغاز کرده بود و پیش از او بزرگ علوی. زیگرید لطفی آن‌قدر به رمان کلیدر علاقه داشت که می‌گفت می‌دانم عمرم کفاف نمی‌دهد همه کتاب را ترجمه کنم. به ناشر گفته بود بگذار مجلد آخر را ترجمه کنم، ولی ناشر گفته بود سه مجلد دیگر چه می‌شود؟ دوست داشتم می‌توانست مجلد آخر (جلد ۹ و ۱۰) را ترجمه کند، ولی متأسفانه این اتفاق نیفتاد و از دنیا رفت."
زیگرید لطفی در معرفی ادبیات داستانی معاصر ایران در کشورهای آلمانی‌زبان نقشی مهم داشت. ترجمه‌های او از دو رُمانِ «جای خالی سلوچ» و «کلیدر» محمود دولت‌آبادی به زبان آلمانی، سرآغاز و راهگشای انتشار آثار دیگری از ادبیات معاصر فارسی در آلمان و دیگر کشورهای اروپایی بود. ترجمه رمان همسایه‌ها نوشته احمد محمود و چند داستان کوتاه از رؤیا پیرزاد به زبان آلمانی از دیگر کارهای او بود.
در روز یکشنبه نهم شهریور ۱۳۹۳ برابر با ۳۱ اوت ۲۰۱۴ در تهران درگذشت. زیگرید لطفی در هنگام مرگ حدود ۹۳ سال سن داشت. مجلس یادبود زیگرید لطفی روز پنج‌شنبه، ۱۳ شهریور ۱۳۹۳، در منزل او واقع در زعفرانیه برگزار شد.